# قبقولاق إبراهيم باشا
قبقولاق إبراهيم باشا (بالتركية: Kabakulak İbrahim Paşa)‏ كان الصدر الأعظم للدولة العثمانية في الفترة ما بين 23 يناير 1731 حتى 11 سبتمبر 1731. في عهد السلطان محمود الأول و بأمر منه تم الحكم عليه بالإعدام بقطع الرأس.